# Bandawe
Bandawe est le site d'une des premières missions chrétiennes au Malawi, situé sur la rive ouest du lac Malawi, dans la région centrale, district de Salima.

## Mission de Bandawe

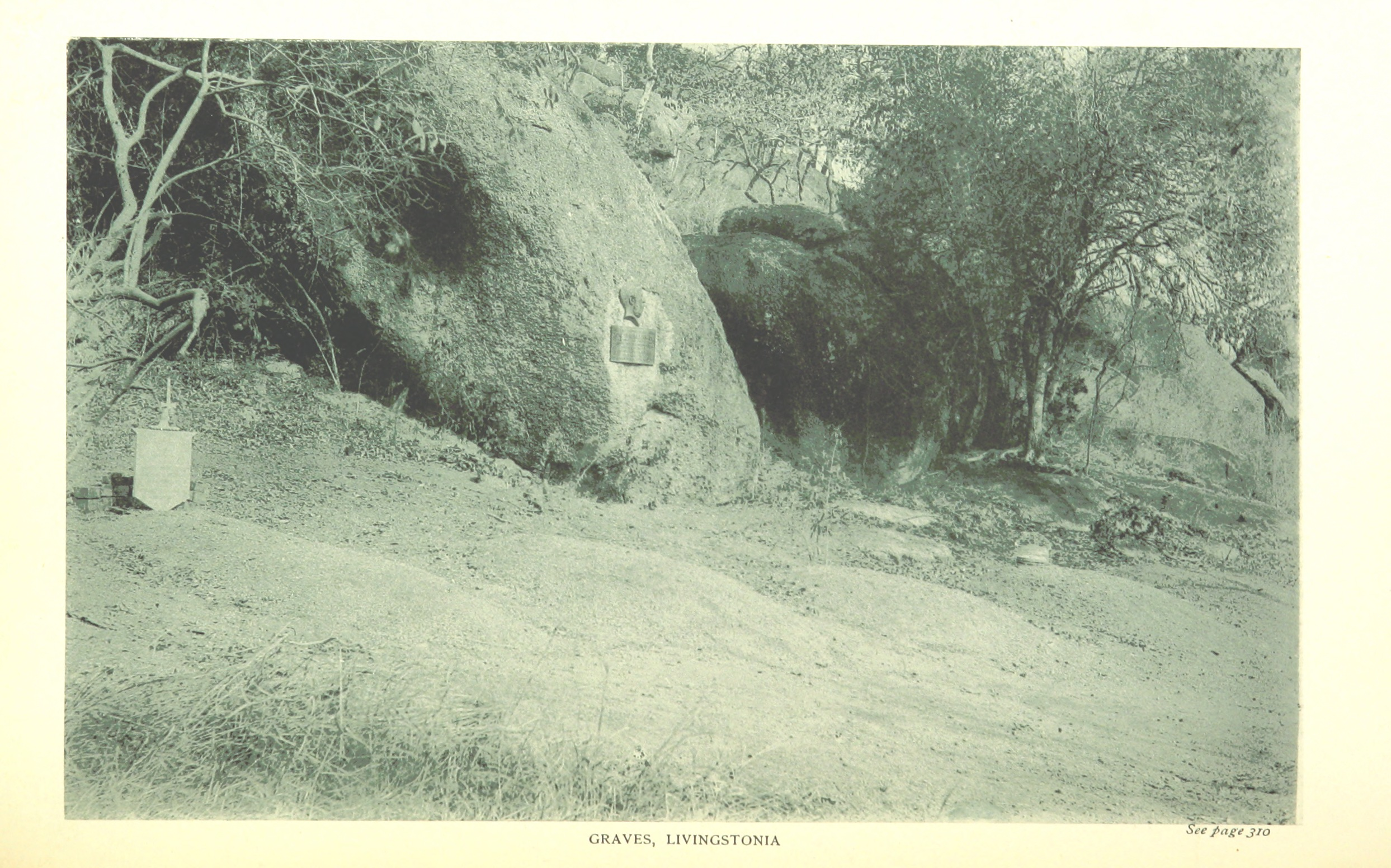
Tombes de la mission Livingstonia, 1893.

En 1878, la mission de Livingstonia crée une petite implantation à Bandawe, en pays Tonga.
Installée à l'origine à Cape Maclear, toute la mission, fuyant le paludisme, s'installe à cet endroit en 1881. Elle déménage une seconde fois, pour les mêmes raisons, et s'établit, en 1894, à Kondowe,.
Bandawe est désormais un site historique, où l'on trouve les tombes des premiers habitants.